# 刘胜江
刘胜江，湖南邵东人，衡阳师范学院生命科学与环境学院客座教授。

## 简介
- 1990-1993，美国堪萨斯州立大学生物化学系攻读博士学位；
- 1993-1996，斯坦福大学博士后研究，师从1959年诺贝尔医学奖得主阿瑟·科恩伯格(Dr. Arthur Kornberg)。

## 文獻
1. ↑  .   [2023-02-19]. （原始内容存档于2023-02-19）.
2. ↑  .   [2023-02-19]. （原始内容存档于2023-02-19）.
3. ↑  Shengjiang Liu